# Antagonista 5-HT3
Os antagonistas 5-HT3, informalmente conhecidos como "setrons", são uma classe de drogas que atuam como antagonistas de receptores no receptor 5-HT3, um subtipo de receptor de serotonina encontrado em terminais do nervo vago e em certas áreas do cérebro. Com as notáveis exceções de alossetrona e cilansetrona, os quais são usados no tratamento da síndrome do cólon irritável, todos os antagonistas 5-HT3 são antieméticos, usados na prevenção e tratamento de náusea e vômito. São particularmente efetivos em controlar a náusea e vômito produzidos por quimioterapia do câncer e são considerados o “padrão ouro” para este propósito.